# Tower City (Dakota del Norte)
Tower City es una ciudad ubicada en el condado de Cass en el estado estadounidense de Dakota del Norte. En el censo de 2010 tenía una población de 253 habitantes y una densidad poblacional de 47,03 personas por km².

## Geografía
Tower City se encuentra ubicada en las coordenadas 46°55′35″N 97°40′34″O / 46.92639, -97.67611. Según la Oficina del Censo de los Estados Unidos, Tower City tiene una superficie total de 5.38 km², de la cual 5.38 km² corresponden a tierra firme y (0%) 0 km² es agua.

## Demografía
Según el censo de 2010, había 253 personas residiendo en Tower City. La densidad de población era de 47,03 hab./km². De los 253 habitantes, Tower City estaba compuesto por el 97.63% blancos, el 0% eran afroamericanos, el 1.58% eran amerindios, el 0% eran asiáticos, el 0% eran isleños del Pacífico, el 0% eran de otras razas y el 0.79% pertenecían a dos o más razas. Del total de la población el 0% eran hispanos o latinos de cualquier raza.